# وينستون ستيفنز
وينستون ستيفنز (بالإنجليزية: Winston Stephens) هو مجدف نيوزيلندي، ولد في القرن العشرين.